# Franzsepp Würtenberger
Franzsepp Würtenberger (* 9. September 1909 in Zürich; † 15. Januar 1998 in Karlsruhe) war ein deutscher Kunsthistoriker.

## Leben
Franzsepp Würtenberger kam 1909 in Zürich als Sohn des Malers Ernst Würtenberger zur Welt. Eine ältere Schwester war die Lehrerin und Zeichnerin Monika Würtenberger, ein älterer Bruder der Strafrechtsprofessor Thomas Würtenberger (1907–1989), 1921 siedelte die Familie nach Karlsruhe über, wo er sein Abitur am Bismarck-Gymnasium Karlsruhe machte und danach die längste Zeit seines Lebens arbeitete, wohnte und 1998 starb.
Zunächst erwog Franzsepp Würtenberger Maler zu werden (er zeichnete viel), nahm dann aber ein Studium der Kunstgeschichte auf, 1930 in Freiburg, 1931 in Wien, wo er Vorlesungen bei Julius von Schlosser hörte, 1931 in München, wo er Wilhelm Pinder hörte. 1932 ging er wegen Erwin Panofsky nach Hamburg, 1932 studierte er in Karlsruhe, und bis 1935 wieder in Freiburg, wo er  promovierte. Nach seiner Promotion bei Kurt Bauch über „Das holländische Gesellschaftbild“ arbeitete er in Karlsruhe als Volontär in der staatlichen Kunsthalle Karlsruhe. 1937 erhielt er ein Stipendium an der Bibliotheca Hertziana in Rom. Hermann Egger holte ihn 1938 als Assistenten an die Universität Graz, wo er 1943 zum Dozenten ernannt wurde und eine Habilitation über manieristische Deckenmalerei begann. Krankheit und Schreibblockaden, die Würtenberger in seiner Autobiografie als geistigen Reifungsprozess beschreibt, unterbrachen seine berufliche Laufbahn als Kunsthistoriker – der Zweite Weltkrieg und der Zusammenbruch erschütterten sein Weltbild. 1945 bis 1949 erholte er sich bei seiner Mutter in Stockach und begann mit einer Vortragstätigkeit in verschiedenen Städten am Bodensee. Unter dem Eindruck des 1948 veröffentlichten Buches „Verlust der Mitte“ von Hans Sedlmayr begann Würtenberger einen neuen Anlauf zur wissenschaftlichen Arbeit. An der Außenstelle Freiburg der Staatlichen Akademie der Bildenden Künste Karlsruhe wurde Würtenberger 1949 Dozent und begann eine Freundschaft mit Klaus Bremer aus dem Kreis der von Rainer Maria Gerhardt mitgegründeten „fragmente-Gruppe“.
1951 kam Würtenberger an das Institut für Baugeschichte der Technischen Hochschule Karlsruhe, als dessen Direktor sein Freiburger Freund Arnold Tschira berufen worden war und wo er später außerplanmäßiger Professor wurde.

## Denken und Werk
Großen Erfolg hatte Würtenbergers grundlegendes Werk über den Manierismus, das auch in die englische, spanische und italienische Sprache übersetzt wurde. Sein, vom gleichen Verlag angeregtes, aber Jahre später doch nicht gedrucktes, ebenso umfangreiches Werk über die Epoche des Barock fand leider bislang keinen Verleger, sein Inhaltsverzeichnis ist in der Autobiografie Würtenbergers abgedruckt. Sein Denken, das die fachlichen Grenzen des Kunstgeschichtlers überschritt und sich zunehmend der Kunsttheorie und Philosophie zuwandte, zeigt am klarsten sein Werk „Weltbild und Bilderwelt“, das er selbst für sein wichtigstes Werk hielt, obwohl es von seinen Fachkollegen weitgehend ignoriert und nur von einigen Künstlern und Kunstpädagogen aufgegriffen wurde. Auch seine Forschungen über das Verhältnis von Malerei und Musik haben einen interdisziplinären künstlerischen und wissenschaftlichen Ansatz: Bei dieser, die gesamte neuzeitliche und moderne Geschichte analysierenden Arbeit zeigte er sich z. B. offen für die Begegnung mit der damals noch jungen Dirigentin, Malerin und Schriftstellerin Hortense von Gelmini, deren Bild „Pfingsten“ er diesem Werk voranstellte.
Würtenbergers Autobiographie, in der auch Vorträge und unveröffentlicht gebliebene Arbeiten abgedruckt sind, trägt den Titel: „Das Ich als Mittelpunkt der Welt – eine äonische Biographie“. Das umfangreiche Werk, mit zahlreichen eigenen Zeichnungen und Beispielen aus der Kunstgeschichte, zeigt den weiten, philosophisch reflektierenden, humanistischen und interdisziplinären Denkansatz und insbesondere die konservative Zeitkritik Würtenbergers. Darin stellt er sich auch seinen eigenen familiären und geistigen Ursprüngen sowie Lebenskämpfen, gelegentlich auch mit Selbstironie, bis hin zu seinem Tode.
Würtenberger interessierte sich zunehmend für Architektur, wie seine Trilogie „Architektur und Licht“, „Architektur und Gold“, „Architektur und Kosmos und die Wiedergewinnung des Himmels“ zeigt. Er war mit z. B. mit Reinhard Bentmann befreundet. Seine originellen, von der Fachwissenschaft jedoch weitgehend ignorierten Forschungen und Thesen zum „Drehraumgefühl“ in der Kunst, zur „Architektur der Lebewesen“ und zum „Antitechnischen-Museum“ zogen Studenten und vor allem die Künstler des Atelierhauses „Neue Schule“ in ihren Bann.
Würtenberger sah sich nicht als Akademiker im engen Sinne, sondern auch als kreativen Künstler: „Manche Menschen sind nur einmal Künstler in ihrem Leben. Nur dann, wenn es darum geht, die Unterschrift zu schreiben.“ So führte Würtenberger im Oktober 1976 aus Anlass seines Abschieds als Hochschullehrer selbst im Fasnachtskostüm seine „Akrobatischen Unterschriften“ im Sandkorn-Theater vor seinen Studenten vor.

## Künstlerfreunde und -gegner
Franzsepp Würtenberger war mit vielen Künstlern bekannt und befreundet. Schon durch seinen Vater kannte er z. B. Hans Thoma. Der Bildhauer Hans Mauracher schuf eine Büste von ihm. Reinhard Dassler (auf seinem Hochaltar der Kirche in St. Gallus in Hofweier), Clara Kress und Güther Diehl porträtierten ihn. Befreundet war er auch mit Adolf Eiermann, Emil Wachter und Hermann Finsterlin. Bekämpft wurde seine Kunsttheorie dagegen durch die an der Kunstakademie Karlsruhe lehrenden HAP Grieshaber und Georg Meistermann.

## Politische Aktivitäten
Würtenberger, der eine tiefe Skepsis gegen die Beschleunigung des Verkehrs und die Entfremdung durch moderne Technik hegte, wurde zu einem scharfen Kritiker der Südtangente (Karlsruhe) und machte 1988 ohne Erfolg Eingaben bei der Landesregierung von Baden-Württemberg gegen das Programm des Zentrums für Kunst und Medien (ZKM), das nach seiner Ansicht zu technokratisch ausgerichtet war, während er einen Programmentwurf für ein „antitechnisches Museum“ entwarf.

## Publikationen (Auswahl)
- Das graphische Werk von Ernst Würtenberger (= Schriften der Staatlichen Kunsthalle Karlsruhe 1). Karlsruhe 1938.
- Weltbild und Bilderwelt. Von der Spätantike bis zur Moderne. Wien/München 1958.
- Ernst Würtenberger 1868–1934. In: Hegau 7, 1959, S. 86–92.
- Der Manierismus. Der europäische Stil des 16. Jahrhunderts. Wien 1962 [Amerikanische Ausgabe 1963; spanische Ausgabe 1964; italienische Ausgabe, 1964].
- Meine akrobatischen Unterschriften. Karlsruhe 1976.
- Malerei und Musik. Die Geschichte des Verhaltens zweier Künste zueinander, dargestellt nach den Quellen im Zeitraum von Leonardo da Vinci bis John Cage. Lang, Frankfurt a. M., Bern, Las Vegas 1979.
- Ein Gang durch das Hofgut Braunenberg mit den Augen des Malers Ernst Würtenberger. In: Hegau 36/37, 1979/80, S. 101–140.
- Das Ich als Mittelpunkt der Welt. Eine äonische Biographie. Karlsruhe 1986.
- Die Architektur der Lebewesen. Karlsruhe 1989, Frankfurt (M.) 1994.